# Pasek boczny systemu Windows
Pasek boczny systemu Windows – funkcja (pasek na dodatki) dostępna w systemie Windows Vista, która pozwala na dodawanie widżetów.
Jedna z możliwości Paska bocznego systemu Windows to przeciąganie widżetów poza pasek na pulpit.
Jego odpowiednikami są:
Dashboard w OS X i SuperKaramba w środowisku graficznym KDE.

## Historia

### Windows Longhorn
Pasek boczny systemu Windows wprowadzono po raz pierwszy we wczesnych wersjach testowych Windows Longhorn. W buildzie 4051 była możliwość włączenia do Sidebara tradycyjnego paska zadań systemu Windows.

### Windows Vista
Z czasem Sidebar został na pewien czas wycięty z Visty, lecz później został znów włączony do systemu, lecz bez możliwości połączenia go z paskiem zadań.

### Windows 7
W Windows 7 zrezygnowano z paska bocznego. Gadżety można umieszczać bezpośrednio na pulpicie.

### Windows 8
Gadżety systemu Windows zostały usunięte z systemu Windows 8. Istnieją zamienniki posiadające gadżety, które są zgodne z Windows 8, 8.1 i 10.